# Gilbert du Motier, markýz de La Fayette
Gilbert du Motier, markýz de La Fayette ([žilbér dy motijé de lafajet; 6. září 1757, Chavaniac – 20. května 1834, Paříž) byl francouzský osvícenský šlechtic, voják a generál. Jako přesvědčený demokrat se významně podílel na americké válce za nezávislost, takže se stal blízkým přítelem George Washingtona a národním hrdinou. Měl velký vliv v počátečních fázích francouzské revoluce, protože se však ostře postavil proti jejím násilnostem, musel roku 1792 uprchnout do Belgie a poté byl vězněn v Olomouci. V roce 1797 byl na rozkaz Napoleona propuštěn a po jeho pádu se La Fayette ještě účastnil velké politiky za vlády Ludvíka Filipa.

## Život
Pocházel z vysoké a majetné vojenské šlechty z Auvergne, narodil se na venkovském sídle Chavaniac, asi 60 km JZ od Saint-Étienne. Jeho otec padl 1759 u Mindenu a matka, také z vysoké šlechty, žila v soukromí v Palais du Luxembourg v Paříži. Když roku 1770 zemřela, bylo mladému La Fayettovi 12 let, byl však dědicem nesmírného jmění. Do roku 1771 studoval na College du Plessis a současně na vojenské akademii ve Versailles. Roku 1774 se oženil s Adrienne de Noailles, rovněž z velmi bohaté rodiny dvorské šlechty. Původně sjednané manželství bylo velmi šťastné a přivedlo na svět čtyři děti.
Tchán se pokusil uvést La Fayetta ke dvoru, ale dvorské prostředí mu nevyhovovalo a raději nastoupil jako plukovník k dragounům maršála de Broglie, blízkého přítele svého otce. Po vyhlášení americké války za nezávislost shromáždil skupinu dobrovolníků a přes velký odpor rodiny odplul 1777 do Ameriky. Zvláštním rozhodnutím Kongresu byl jmenován generálmajorem Kontinentální armády a přijat Washingtonem do zednářské lóže. Po kratším pobytu ve Francii v roce 1779 se vrátil do Ameriky a výrazně se podílel na porážce britské armády. Po její kapitulaci v Yorktownu (Virginie) se vrátil do Francie, kde byl triumfálně přijat králem Ludvíkem XVI. La Fayette, ač sám katolík, přesvědčil krále, aby 1787 vydal toleranční edikt.

## Za revoluce
Na počátku revoluce byl přívržencem jakobínů a důvěrným přítelem Robespierra, Dantona a Marata. Roku 1789 se stal poslancem Generálních stavů a důrazně prosazoval, aby se Francie řídila příkladem americké republiky. S Thomasem Jeffersonem, tehdy vyslancem ve Francii, vypracoval návrh Deklarace práv člověka a občana. 14. července 1789 byl zvolen místopředsedou Národního shromáždění a stal se velitelem Národních gard. Pod dojmem pouličních násilností se rozešel s jakobíny, založil v parlamentu klub umírněných feuillantů, přiklonil se k variantě konstituční monarchie podle britského vzoru a s Národní gardou se snažil chránit bezpečnost krále.

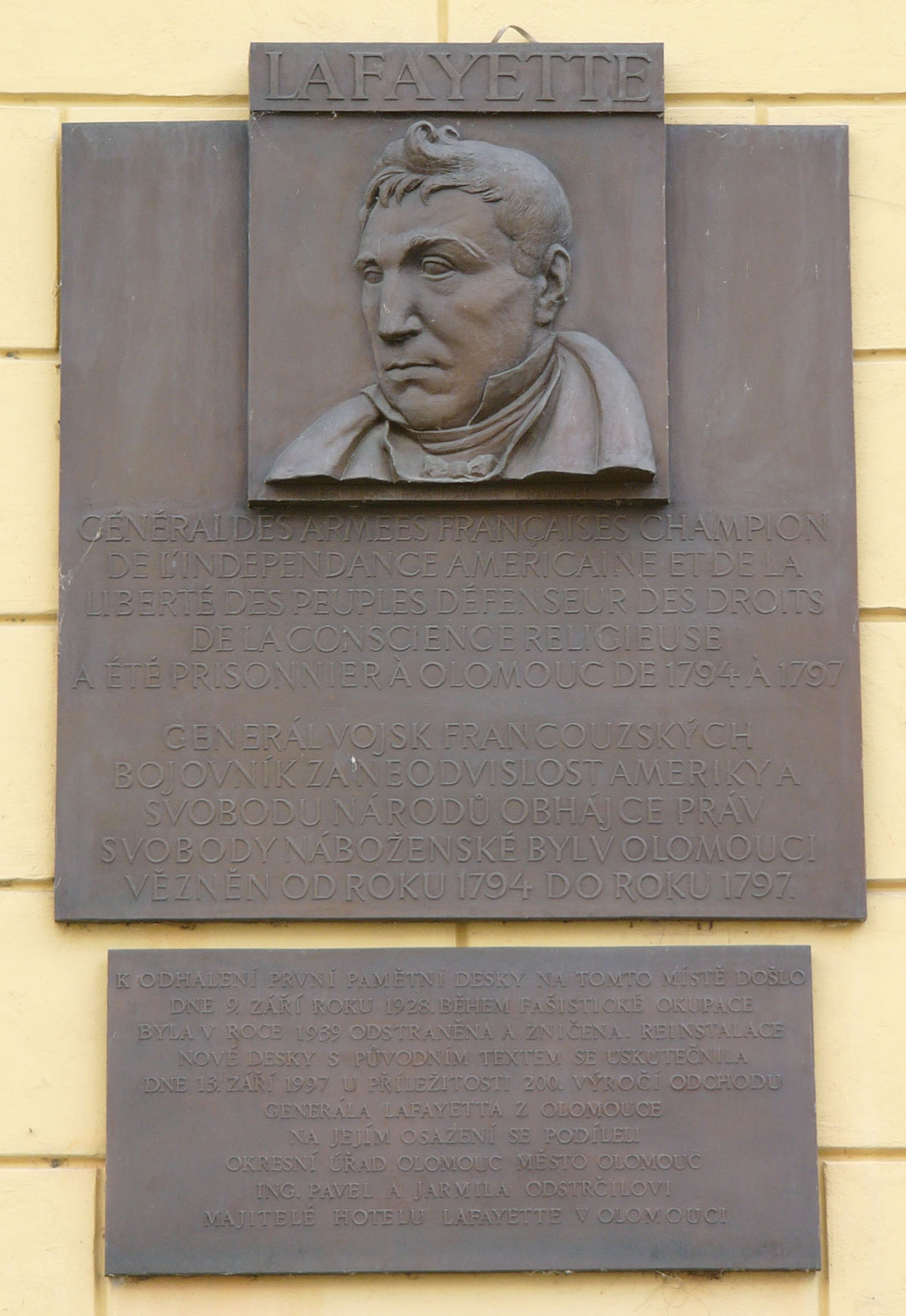
Pamětní deska v Olomouci

Při nepokojích v červenci 1791 s Národní gardou krvavě potlačil shromáždění na Martově poli. Byl za to ostře napadán a vzdal se velení gardy, král ho však jmenoval velitelem jedné ze tří francouzských armád, která 1792 válčila s Rakouskem. Když byl 10. srpna 1792 přepaden tuillerijský palác a král uvězněn, La Fayette hlasitě protestoval a jakobínský parlament ho označil za zrádce. Odjel do Flander a 19. srpna 1792 byl zadržen u belgického Rochefortu hlídkou pruské armády a předán Rakušanům.

## Po revoluci
Habsburkové mu přičítali spoluvinu na zavraždění francouzské královské rodiny a tak byl uvězněn nejdříve v Lucemburku, kde jej vyslýchal osobně arcivévoda Karel Ludvík Rakousko-Těšínský, a poté v pevnostním vězení ve Weselu. V květnu 1794 byl nejprve vězněn v pruské Nyse a následně byl vsazen do pevnosti Olomouc. V listopadu 1794 se během vězeňské projížďky podařilo La Fayettovi uprchnout, a to za pomoci v Anglii žijícího J. E. Bollmana a Američana Franka Hugera, kteří speciálně za tímto účelem dorazili až na Moravu. Všichni tři byli velmi rychle zadrženi, La Fayetta dostihla hlídka u Šternberka. Bollman a Huger byli vzhledem k protestům z Francie, Anglie a USA již za tři měsíce propuštěni. La Fayette dostal možnost sdílet další pobyt ve vězení se svými blízkými a manželka a dvě dcery za ním přijely 24. října 1795.
Teprve po vítězství Napoleona Bonaparta a na jeho přímý rozkaz byl La Fayette v září 1797 i se svou rodinou z olomouckého vězení propuštěn. La Fayette odmítl funkce, které mu Napoleon nabídl a stáhl se do soukromí, protože s Napoleonem nesouhlasil. Po jeho pádu však byl členem parlamentu, v roce 1830 podporoval Ludvíka Filipa a stal se opět velitelem Národní gardy. Jako host zavítal ještě jednou do USA v roce 1824, jeho přítel Washington už však tehdy nežil. Zemřel roku 1834 v Paříži.

## Ocenění

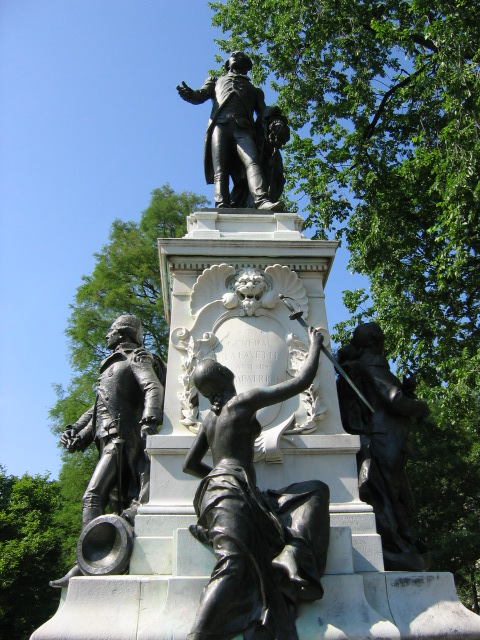
Lafayettův pomník ve Washingtonu

La Fayette je národním hrdinou ve Francii i ve Spojených státech amerických. Byl jmenován čestným občanem USA a několika států, nazývá se po něm řada obcí a měst. Má pomníky v Paříži, ve Washingtonu a v řadě dalších měst.

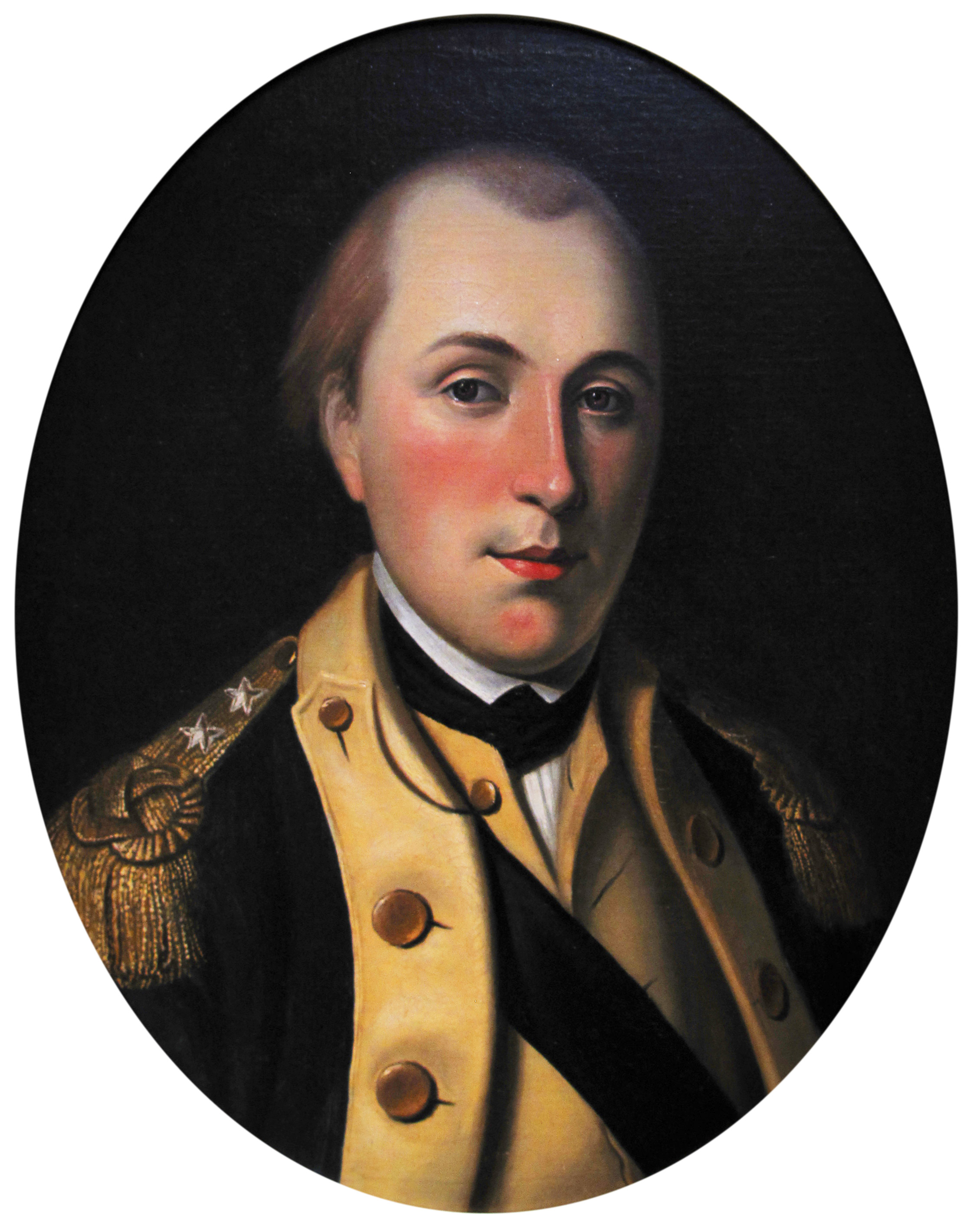
C. W. Peale: La Fayette (kolem 1779)
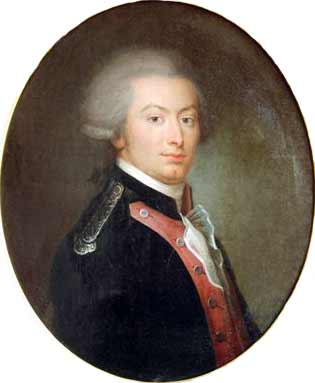
J. Opie: La Fayette (asi 1788)
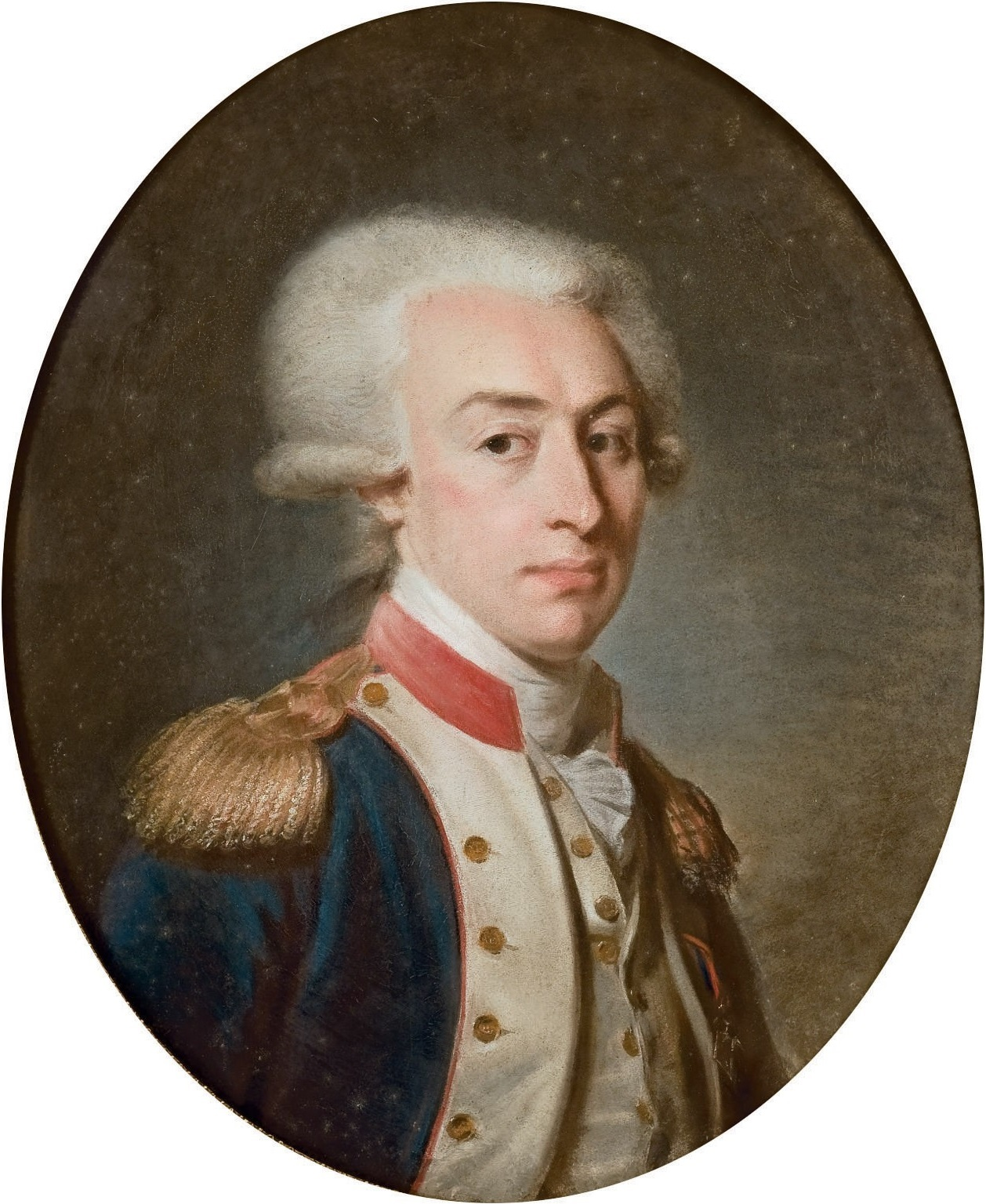
J.-B. Weyler: La Fayette (kolem 1790)
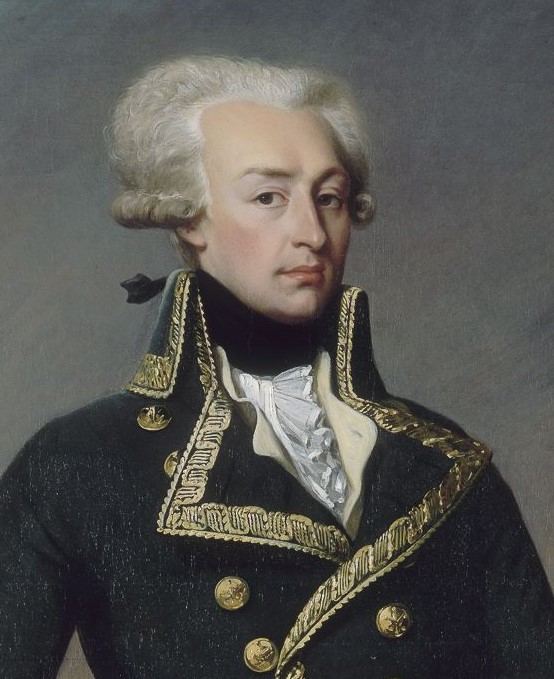
J.-D. Cour: Gilbert du Motier, markýz de La Fayette (1792)
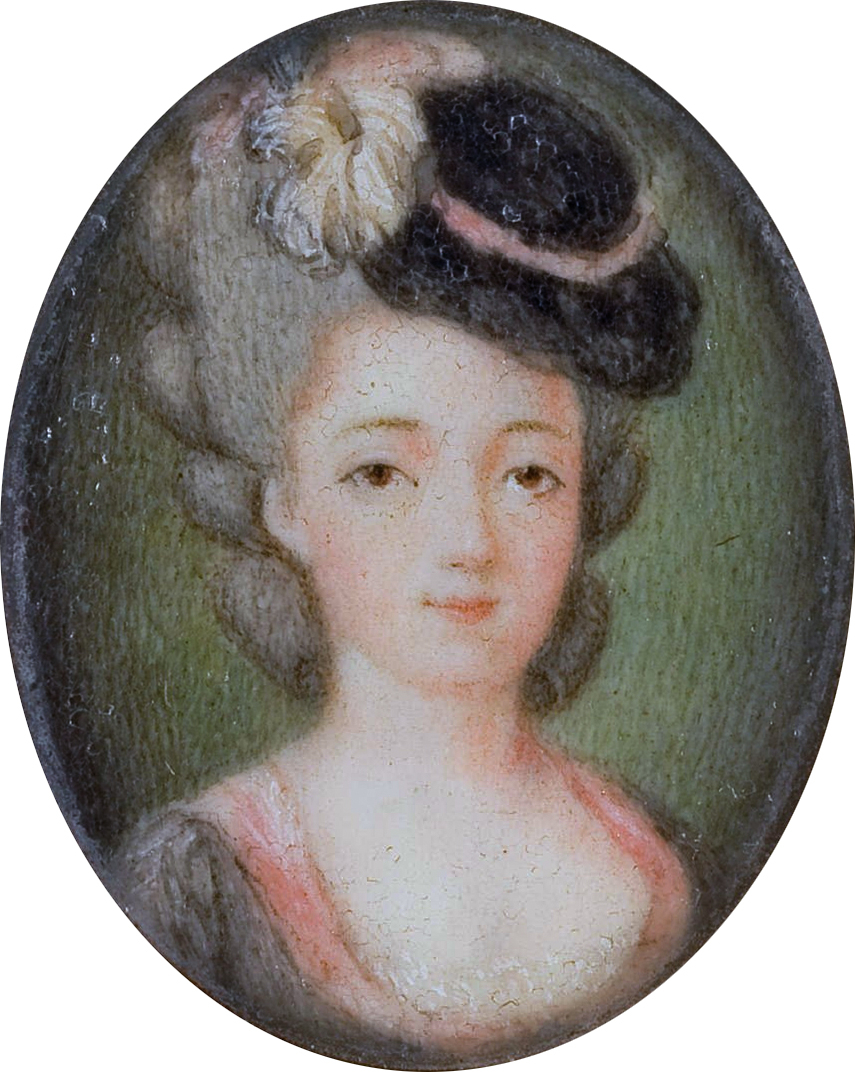
Adrienne de La Fayette (miniatura, kolem 1790)